# Venera iz Dolní Věstonice
Venera iz Dolní Věstonice (češki: Věstonická venuše) je figura Venere, keramički kipić gole ženske figure koji datira od 29.000 – 25.000 pr. Kr. (gravettienska industrija). Pronađen je na paleolitskom nalazištu Dolní Věstonice u moravskom bazenu južno od Brna, u podnožju planine Děvín, 549 m/nm. Ova figurica i nekoliko drugih iz obližnjih mjesta najstariji su poznati keramički proizvodi na svijetu.

## Opis
Kipić je visina 111 mm, a širine 43 mm na najširem mjestu. Izrađen je od glinenog tijela spaljenog na relativno niskoj temperaturi (500 ° C - 800 ° C). Kipić slijedi opću morfologiju ostalih figura Venere: izuzetno velike grudi, trbuh i bokovi, možda simboli plodnosti, relativno mala glava i malo detalja na ostatku tijela.
- Prednja strana
- Stražnja strana
- Lijeva strana
- Desna strana

## Od otkrića do danas
Paleolitsko naselje Dolní Věstonice u Moravskoj, bilo je, u vrijeme kada su započela organizirana iskopavanja, dio Čehoslovačke, a danas je u Češkoj. Od 1924. godine je pod sustavnim arheološkim istraživanjima, koje je pokrenuo Karel Absolon.
Figurica je otkrivena 13. srpnja 1925. godine u sloju pepela, razbijena na dva dijela. Prije je bila izložena u Moravskom muzeju u Brnu, a danas je zaštićena i rijetko je dostupna javnosti. Bila je izložena u Nacionalnom muzeju u Pragu od 11. listopada 2006. do 2. rujna 2007. godine, u sklopu izložbenog Lovci Mamutu (lovci na mamute).. Kipić je predstavljen u Moravskom muzeju u Brnu na izložbi "Prapovijesna umjetnost u srednjoj Europi", a vratio se u depozitorij u lipnju 2009. Znanstvenici povremeno pregledavaju kipić. Snimkom tomografa 2004. godine pronađen je otisak djeteta procijenjenog na između 7 i 15 godina starosti, utisnut na površinu; Králík, Novotný i Oliva (2002) smatraju da je dijete koje je rukovalo figuricom prije pečenja malo vjerojatan kandidat za izrađivača kipića.
Pored figurice Venere, u Dolní Věstonice pronađene su figure životinja - medvjeda, lava, mamuta, konja, lisice, nosoroga i sove - te više od 2000 kuglica izgorjele gline.

## Vanjske poveznice
- (eng.) Overview  Arhivirana inačica izvorne stranice od 16. svibnja 2011. (Wayback Machine)
- (eng.) Pictures of Venus and other ceramic
- (eng.) Details and timeline
- (eng.) Jihomoravske venuse - South Moravian Venuses - video ( 2010 )